# Herszoni nemzetközi repülőtér
A Herszoni nemzetközi repülőtér (IATA: KHE, ICAO: UKOH) Ukrajna egyik nemzetközi repülőtere, amely Herszon közelében található. Éves utasforgalma 150 100 fő (2018).

## Futópályák
A repülőtér futópályái:
- 03/21

## Forgalom
Az utasforgalom az elmúlt években az alábbi módon változott:
| Utasok száma | 1200 | 7900 | 61 235 | 62 557 | 105 900 | 150 100 | 154 000 | 61 048 | 83 553 |
|              | 2013 | 2014 | 2015   | 2016   | 2017    | 2018    | 2019    | 2020   | 2021   |